# Grua carunculada
La grua carunculada (Bugeranus carunculata) és una espècie d'ocell de la família dels grúids (Gruidae) i únic del gènere Bugeranus, si bé és sovint inclòs al gènere Grus. Habita pantans i canyars d'Àfrica oriental i Meridional, a Etiòpia, República Democràtica del Congo, Zàmbia, Malawi, sud-oest de Tanzània, sud-est d'Angola, nord-est de Namíbia, nord de Botswana, Zimbàbue, Moçambic i Sud-àfrica.